# Yoshiiphorura bellingeri
Genre
Espèce
Yoshiiphorura bellingeri, unique représentant du genre Yoshiiphorura, est une espèce de collemboles de la famille des Onychiuridae.

## Distribution
Cette espèce est endémique d'Andalousie en Espagne. Elle se rencontre dans la Sierra de Gádor.

## Habitat
C'est une espèce troglophile.

## Description
Les mâles mesurent de 2,3 à 3,4 mm et les femelles de 3,1 à 3,9 mm.

## Étymologie
Cette espèce est nommée en l'honneur de Peter F. Bellinger.
Ce genre est nommé en l'honneur de Ryozo Yoshii.

## Publication originale
- Martínez, Baquero, Barranco, Ariño & Jordana, 2004 : A new genus and species of Collembola from caves of south Iberian Peninsula (Collembola, Poduromorpha, Onychiuridae). Zootaxa, no 734, p. 1-15.